# Сервій Сульпіцій Претекстат
Се́рвій Сульпі́цій Претекста́т (лат. (Servius Sulpicius Praetextatus; V—IV століття до н. е.) — політичний, державний і військовий діяч Римської республіки, чотириразовий військовий трибун з консульською владою 377, 376, 370 і 368 років до н. е.

## Біографічні відомості
Походив з давнього патриціанського роду Сульпіціїв. Про молоді роки, батьків відомостей не збереглося.

### Перша трибунська каденція
У 377 році до н. е. його було обрано вперше військовим трибуном з консульською владою разом з Гаєм Ветурієм Крассом Цикуріном, Луцієм Квінцієм Цинціннатом Капітоліном, Луцієм Емілієм Мамерціном, Публієм Валерієм Потітом Публіколою і Гаєм Квінкцієм Цинціннатом.
За цієї каденції відбулось чергове повстання проти Риму вольськів, які для цього об'єдналися з латинянами. Римська армія була розділена на три частини — одна, щоб захистити місто, друга для захисту римської сільській місцевості, і третя велика частина була спрямована на боротьбу з ворогом під командуванням Публія Валерія і Луція Емілія Мамерціна. Битва відбулася близько Сатріко і її перебіг був сприятливим для римлян, незважаючи на сильний опір латинян. У той час вольски захопили Анціо, а латиняни зрештою підпалили Сатріко і напали на місто Тускулум, яке вони вважали подвійно винним, тому що воно стало тим латинським містом, яке отримало громадянство Риму. У той час, як латиняни зайняли місто, містяни Тускулума відступили до своєї внутрішньої фортеці й направили прохання про допомогу до римлян. Рим послав підкріплення під командуванням Луція Квінкція і Сервія Сульпіція аби перемогти латинян і звільнити союзні Риму міста.

### Друга трибунська каденція
376 року до н. е. його було вдруге обрано військовим трибуном з консульською владою разом з Луцієм Мененієм Ланатом, Сервієм Корнелієм Малугіненом, Луцієм Папірієм Крассом. Тоді ж на Тускулум, місто-союзник Риму, напали воїни міста Веллетрі. Римляни зрештою відбили нападників і зняли облогу, але не змогли здобути кінцеву перемогу над ними. Надалі обрання військових трибунів було перервано на п'ять років до 370 до н. е., протягом яких Рим їх не міг обирати через блокаду народних трибунів Гая Ліцинія Кальва Столона і Луція Секстія Латерана.

### Третя трибунська каденція
У 370 році до н. е. його було втретє обрано військовим трибуном з консульською владою разом з Сервієм Корнелієм Малугіненом, Гаєм Валерієм Потітом, Луцієм Фурієм Медулліном Фузом, Авлом Манлієм Капітоліном і Публієм Валерієм Потітом Публіколою. Згадок про якісь дії військових трибунів під час цієї каденції немає.

### Четверта трибунська каденція
368 року до н. е. його було вчетверте обрано військовим трибуном з консульською владою разом з Спурієм Сервілієм Структом, Луцієм Папірієм Крассом, Сервієм Корнелієм Малугіненом, Титом Квінкцієм Цинціннатом Капітоліном, Луцієм Ветурієм Крассом Цикуріном.
Того року народні трибуни Гай Ліциній і Луцій Секстій привели італійські племена до голосування з питання запропонованих законів на користь плебеїв, незважаючи на вето, накладене іншими народними трибунами, сенат призначив Марка Фурія Камілла диктатором вчетверте задля того, щоб не допустити голосування законів, запропонованих Гаєм Ліцінієм і Луцієм Секстієм.
Після цього року згадок у джерелах про Сервія Сульпіція немає.